# Helictopleurus pseudoniger
Helictopleurus pseudoniger là một loài bọ cánh cứng trong họ Bọ hung (Scarabaeidae).